# 주라오스 대한민국 대사관
주라오스 대한민국 대사관(라오어: ສະຖານທູດ ສ.ເກົາຫຼີ ປະຈຳລາວ)은 라오스 비엔티안에 위치하고 있는 대한민국 대사관이다.

## 역사
대한민국은 1973년 11월 1일에 라오스와 통상 대표 관계를 수립했으며 1974년 6월 22일에 라오스와 수교했다. 1974년 8월 14일에는 대한민국 정부가 라오스 비엔티안에서 주라오스 대한민국 대사관을 개설했으나 라오스에 공산주의 정권이 수립되기 이전인 1975년 7월 24일에 외교 관계가 단절되면서 철수했다. 그러다가 1995년 10월 25일에 라오스와의 외교 관계를 정상화했다.
1996년 9월 19일에는 대한민국 정부가 라오스 비엔티안에서 주라오스 대한민국 대사관을 재개설했다. 2001년 1월에는 라오스 정부가 대한민국 서울에 주한 라오스 대사관을 개설했다.

## 역대 대사
- 제1대: 최근배 (1996년 10월 ~ 1998년 9월)
- 제2대: 정화태 (1998년 9월 ~ 2001년 2월)
- 제3대: 장철균 (2001년 2월 ~ 2003년 9월)
- 제4대: 김의택 (2003년 9월 ~ 2005년 6월)
- 제5대: 정순석 (2005년 6월 ~ 2007년 3월)
- 제6대: 박재현 (2007년 3월 ~ 2010년 2월)
- 제7대: 이건태 (2010년 2월 ~ 2013년 6월)
- 제8대: 김수권 (2013년 6월 ~ 2016년 4월)
- 제9대: 윤강현 (2016년 5월 ~ 2017년 9월)
- 제10대: 신성순 (2018년 1월 ~ 2020년 12월)
- 제11대: 임무홍 (2020년 12월 ~ 2022년 9월)
- 제12대: 정영수 (2022년 10월 ~ 현재)

## 같이 보기
- 대한민국-라오스 관계
- 주한 라오스 대사관
- 대한민국의 재외공관 목록
- 라오스 주재 외국공관 목록